# Ukert (cráter)

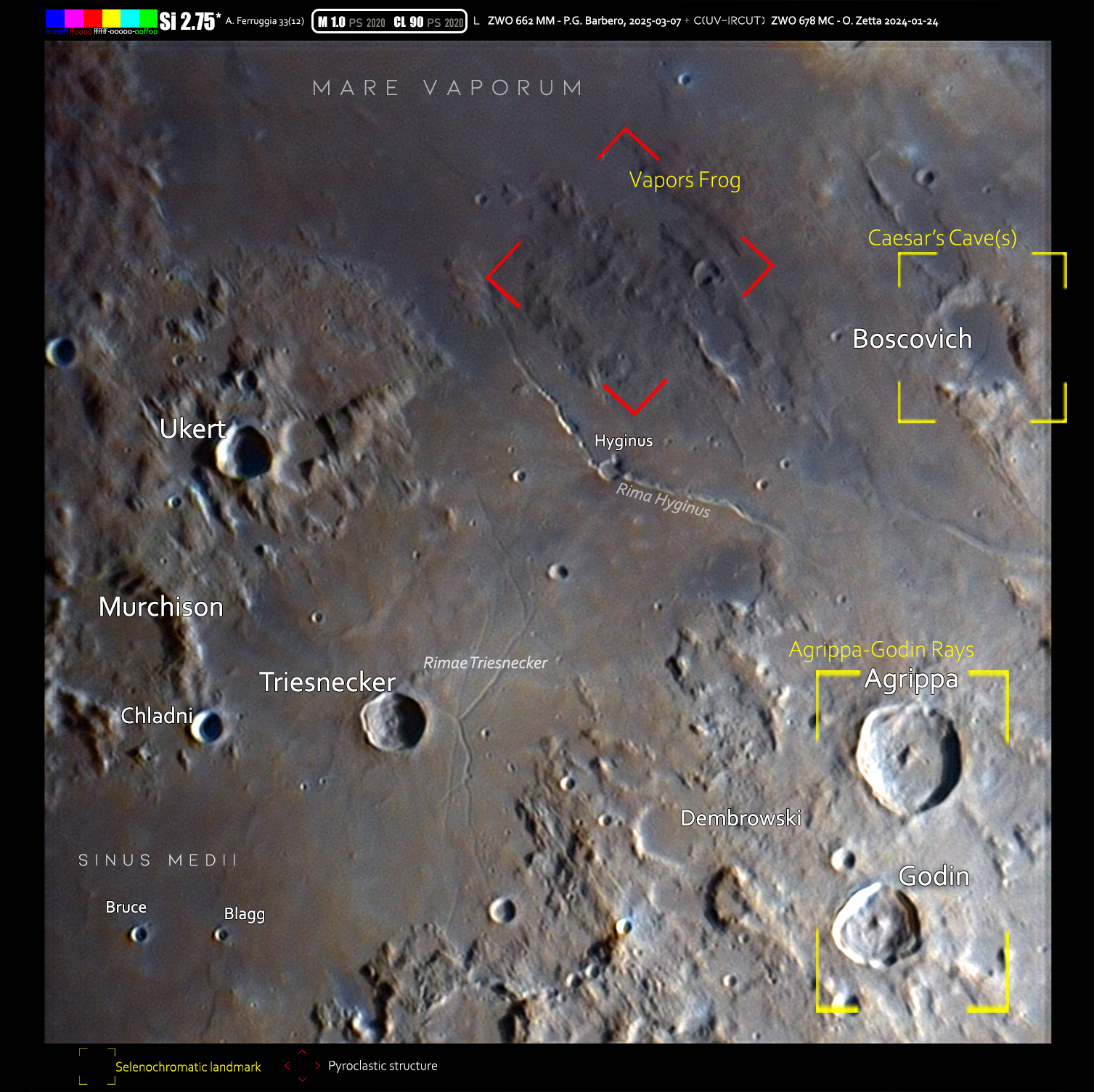
Área del cràter (a la izquierda) en formato selenocromático

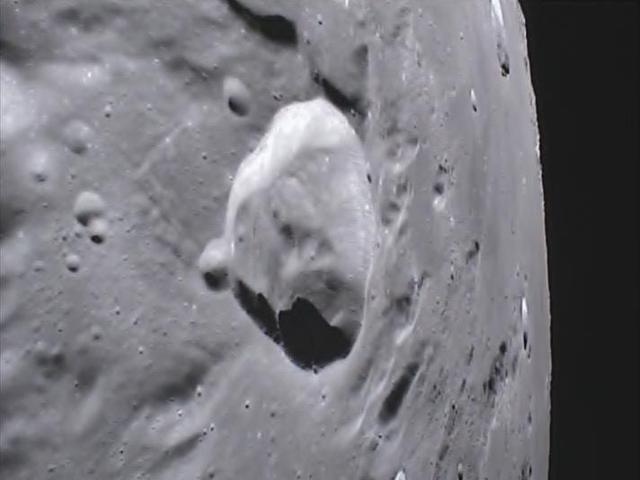
Ukert, desde la nave GRAIL

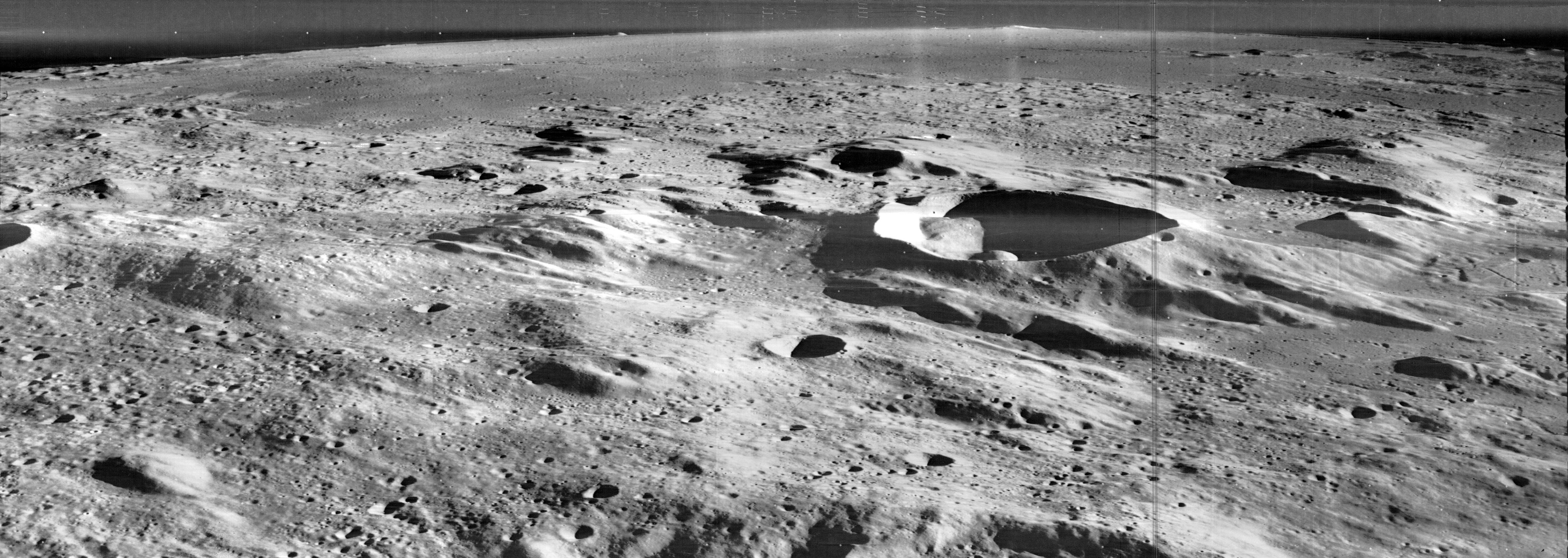
Ukert (derecha del centro) es más reciente que la alineación de colinas del Imbrium Sculpture, a las que se superpone

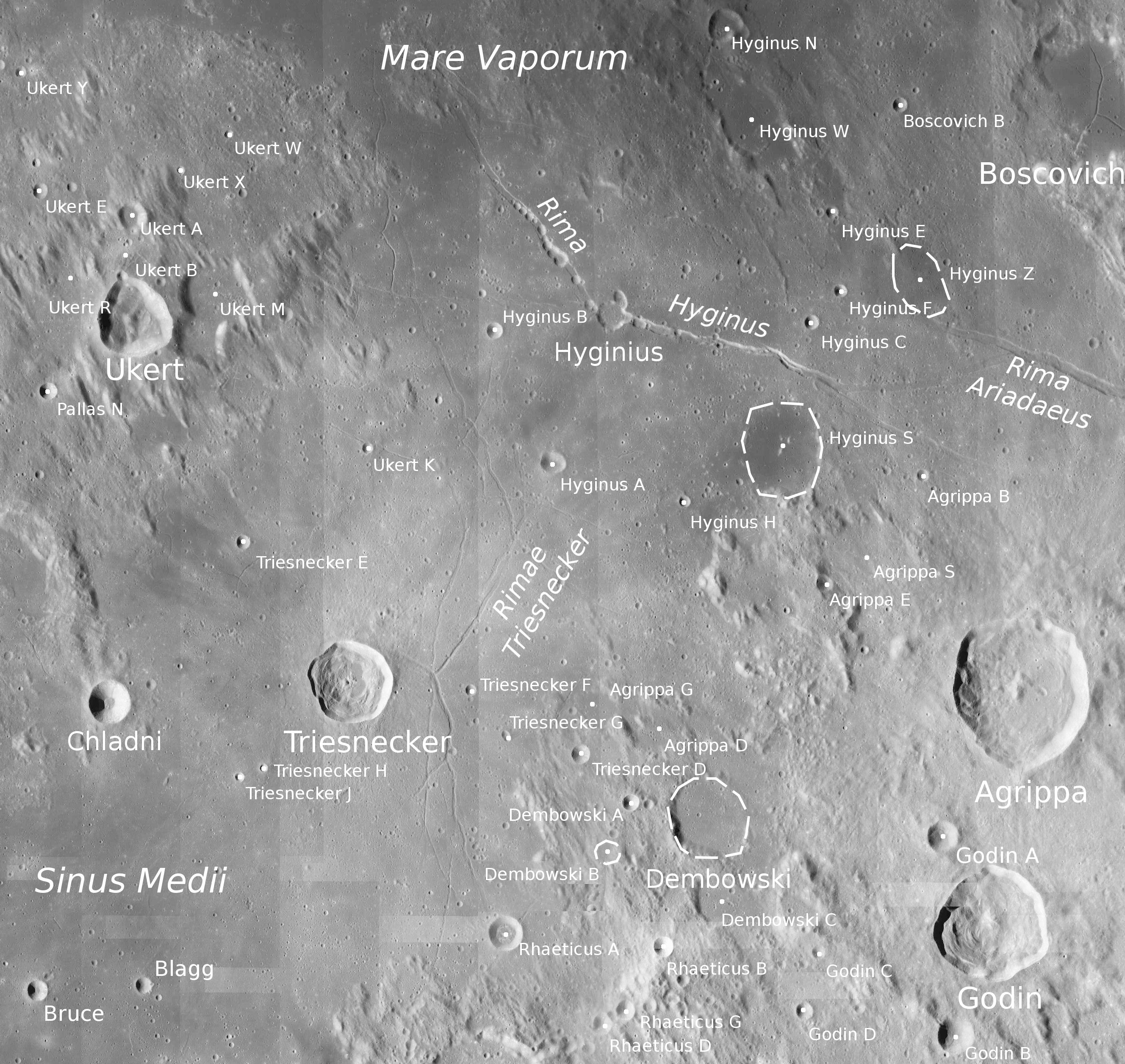
Fotografía de la misión Lunar Reconnaissance Orbiter

Ukertes un cráter de impacto lunar que se encuentra en una franja de terreno accidentado entre el Mare Vaporum al norte y el Sinus Medii en el sur. Debe su nombre a Friedrich August Ukert. Se localiza al noroeste del cráter Triesnecker y al noreste de la pareja de cráteres formada por Pallas y Murchison.
El borde exterior de este cráter no es del todo circular, con protuberancias hacia el norte y el este. El suelo interior es irregular en algunos lugares, con una cresta central que va desde el punto medio del cráter hasta la pared sur. Presenta un cratercillo minúsculo en el borde norte, sin otros impactos reseñables.

## Cráteres satélite
Por convención estos elementos son identificados en los mapas lunares poniendo la letra en el lado del punto medio del cráter que está más cercano a Ukert.
|       | \| Ukert \| Coordenadas \| Diámetro \| \| ----- \| --------------------------- \| -------- \| \| A \| 8°42′N 1°18′E / 8.7, 1.3 \| 9 km \| \| B \| 8°18′N 1°18′E / 8.3, 1.3 \| 21 km \| \| E \| 9°00′N 0°24′E / 9.0, 0.4 \| 5 km \| \| J \| 11°06′N 0°36′O / 11.1, -0.6 \| 3 km \| \| K \| 6°30′N 3°42′E / 6.5, 3.7 \| 4 km \| \| M \| 7°54′N 2°18′E / 7.9, 2.3 \| 26 km \| \| N \| 7°36′N 2°00′E / 7.6, 2.0 \| 17 km \| \| P \| 7°48′N 2°54′E / 7.8, 2.9 \| 5 km \| \| R \| 8°12′N 0°42′E / 8.2, 0.7 \| 18 km \| \| V \| 8°42′N 3°12′E / 8.7, 3.2 \| 3 km \| \| W \| 9°30′N 2°18′E / 9.5, 2.3 \| 3 km \| \| X \| 9°12′N 1°54′E / 9.2, 1.9 \| 3 km \| \| Y \| 10°06′N 0°12′E / 10.1, 0.2 \| 4 km \| |          |
| Ukert | Coordenadas | Diámetro |
| A     | 8°42′N 1°18′E / 8.7, 1.3 | 9 km     |
| B     | 8°18′N 1°18′E / 8.3, 1.3 | 21 km    |
| E     | 9°00′N 0°24′E / 9.0, 0.4 | 5 km     |
| J     | 11°06′N 0°36′O / 11.1, -0.6 | 3 km     |
| K     | 6°30′N 3°42′E / 6.5, 3.7 | 4 km     |
| M     | 7°54′N 2°18′E / 7.9, 2.3 | 26 km    |
| N     | 7°36′N 2°00′E / 7.6, 2.0 | 17 km    |
| P     | 7°48′N 2°54′E / 7.8, 2.9 | 5 km     |
| R     | 8°12′N 0°42′E / 8.2, 0.7 | 18 km    |
| V     | 8°42′N 3°12′E / 8.7, 3.2 | 3 km     |
| W     | 9°30′N 2°18′E / 9.5, 2.3 | 3 km     |
| X     | 9°12′N 1°54′E / 9.2, 1.9 | 3 km     |
| Y     | 10°06′N 0°12′E / 10.1, 0.2 | 4 km     |